# Пёльтль, Якоб
Якоб Пёльтль (нем. Jakob Pöltl, род. 15 октября 1995 года в Вене, Австрия) — австрийский профессиональный баскетболист, выступающий на позициях тяжёлого форварда и центрового. На уровне колледжей выступал за команду Юты, где на втором году обучения был выбран во вторую сборную All-American, получил Приз Карима Абдул-Джаббара и Приз имени Пита Ньюэлла как лучший центровой. После этого сезона он решил выставить свою кандидатуру на драфт НБА. Был выбран «Торонто» на драфте НБА 2016 года под общим девятым номером первого раунда. В настоящее время выступает за клуб НБА «Торонто Рэпторс».

## Ранние годы
Пёльтль родился в Вене, Австрия. Оба его родителя выступали за национальную сборную Австрии по волейболу. Однако после того, как недалеко от Вены начала развиваться программа подготовки молодых баскетболистов, родители решили отдать сына туда. В начале карьеры в 2013-14 годах выступал за австрийский клуб «Трайскирхен Лайонс».

## Выбор колледжа
В 2013 году на Пёльтля обратили внимание после успешно проведенного чемпионата Европы для юношей не старше 18 лет. Турнир проводился в Македонии и на него отправился представитель Университета Юты Энди Хилл. В основном он рассматривал игроков других команд, а из матчей сборной Австрии посмотрел только на матч открытия против команды Нидерландов. После того, как Пёльтль собрал 15 подборов, Хилл озвучил идею о приглашении игрока в колледж. В других матчах турнира Пёльтль набирал дабл-дабл (очки и подборы), а также попал во вторую сборную турнира даже несмотря на то, что австрийская сборная одержала всего одну победу в семи матчах и финишировала на 20-м месте из 22-х во втором Дивизионе.

К игроку начали проявлять интерес команды первого дивизиона NCAA, а он сам мог выбрать профессиональную карьеру в Европе, либо поступление в американский колледж и обучение. В интервью 2014 года Пёльтль заявил:
Если я стану профессиональным баскетболистом в Европе, я возможно упущу свой шанс получить образование в университете. . . . Я могу заниматься баскетболом и учиться в одно и то же время [в США]. Также я думаю, что на 100 % не готов к профессиональному баскетболу.
В 2014 году Пёльтль объявил о том, что в готов играть на уровне колледжей за Университет Юты. Как отмечал спортивный журналист из «Yahoo! Sports» Джефф Эйзенберг, основной причиной приезда Пёльтля в Юту стали личные знакомства игрока. Тренер Юты Ларри Кристковяк был одним из трёх тренеров Первого Дивизиона NCAA, которые лично следили за игроками в Вене. Кристковяк одобрил кандидатуру Пёльтля и решил сделать из него хорошего центрового для НБА.

## Карьера в колледже
Пёльтль начал с первого года обучения выходить в стартовом составе и в первом же матче сделал дабл-дабл из 18 очков и 10 подборов. В сезоне 2015-16 он назывался в качестве одного из 35 игроков, которые претендовали на получение Приза Джеймса Найсмита. 7 марта 2016 года Пёльтль получил приз Баскетболист года конференции Pacific-12, а также попал в первую сборную конференции All-Pac-12. Кроме того, он удостоился ещё двух призов — получил Приз имени Пита Ньюэлла и Приз Карима Абдул-Джаббара.
13 апреля 2016 года Пёльтль объявил о том, что примет участие в драфте НБА, хотя ему оставалось учиться ещё два года в колледже.

### Торонто Рэпторс (2016—2018)
23 июня 2016 года Пёльтль был выбран под общим 9-м номером командой «Торонто Рэпторс» на драфте НБА 2016 года, став первым австрийцем, задрафтованным клубом НБА. 9 июля 2016 года подписал контракт новичка лиги с «Торонто». Дебютировал за новый клуб в матче 26 октября 2016 года, став таким образом ещё и первым австрийским баскетболистом в НБА. В матче набрал два очка за 12:47 на площадке, а его команда обыграла «Детройт Пистонс» со счётом 109-91. В первый год клуб несколько раз отправлял его в команду Лиги Развития, «Рэпторс 905».

### Сан-Антонио Спёрс (2018—2023)
18 июля 2018 года Пёльтль вошёл в сделку по обмену Демара Дерозана, в итоге в «Торонто Рэпторс» отправился защищенный пик драфта 2019 года, а также Дэнни Грин и Кавай Леонард. В дебютном матче за «шпор» 17 октября 2018 года игрок набрал четыре очка, совершил четыре подбора и отдал две передачи за восемь минут на площадке, а команда со счётом 112–108 одержала победу над «Миннесотой». В этом матче он только в пятый раз вышел на площадку с момента дебюта 14 февраля 2017 года в «Торонто». 4 декабря набрал рекордные в карьере 20 очков, однако команда со счётом 139–105 уступила «Юте».

### Торонто Рэпторс (2023—настоящее время)
В результате обмена между «Сан-Антонио Спёрс» и «Торонто Рэпторс» Якоб Пёльтль вернулся в свой первый клуб «Торонто Рэпторс» спустя 6 лет. 12 февраля в первом матче после возвращения с «Детройт Пистонс» австриец набрал 5 подборов, 1 передачу и 6 очков за 25 минут.

## Статистика

### Статистика в НБА
| Сезон                                                                                    | Команда     | Регулярный сезон | Регулярный сезон | Регулярный сезон | Регулярный сезон | Регулярный сезон | Регулярный сезон | Регулярный сезон | Регулярный сезон | Регулярный сезон | Регулярный сезон | Регулярный сезон | Серия плей-офф | Серия плей-офф | Серия плей-офф | Серия плей-офф | Серия плей-офф | Серия плей-офф | Серия плей-офф | Серия плей-офф | Серия плей-офф | Серия плей-офф | Серия плей-офф |
| Сезон                                                                                    | Команда     | GP               | GS               | MPG              | FG%              | 3P%              | FT%              | RPG              | APG              | SPG              | BPG              | PPG              | GP             | GS             | MPG            | FG%            | 3P%            | FT%            | RPG            | APG            | SPG            | BPG            | PPG            |
| ---------------------------------------------------------------------------------------- | ----------- | ---------------- | ---------------- | ---------------- | ---------------- | ---------------- | ---------------- | ---------------- | ---------------- | ---------------- | ---------------- | ---------------- | -------------- | -------------- | -------------- | -------------- | -------------- | -------------- | -------------- | -------------- | -------------- | -------------- | -------------- |
| 2016/17                                                                                  | Торонто     | 54               | 4                | 11,6             | 58,3             | -                | 54,4             | 3,1              | 0,2              | 0,3              | 0,4              | 3,1              | 6              | 0              | 4,3            | 45,5           | -              | 0,0            | 2,0            | 0,0            | 0,2            | 0,2            | 1,7            |
| 2017/18                                                                                  | Торонто     | 82               | 0                | 18,6             | 65,9             | 50,0             | 59,4             | 4,8              | 0,7              | 0,5              | 1,2              | 6,9              | 9              | 0              | 15,6           | 54,8           | 0,0            | 78,9           | 4,0            | 0,7            | 0,3            | 0,4            | 5,4            |
| 2018/19                                                                                  | Сан-Антонио | 77               | 24               | 16,5             | 64,5             | -                | 53,3             | 5,3              | 1,2              | 0,4              | 0,9              | 5,5              | 7              | 7              | 25,3           | 63,9           | 0,0            | 55,6           | 7,7            | 1,7            | 0,3            | 0,7            | 7,3            |
| 2019/20                                                                                  | Сан-Антонио | 66               | 18               | 17,7             | 62,4             | -                | 46,5             | 5,7              | 1,8              | 0,6              | 1,4              | 5,6              | Не участвовал  | Не участвовал  | Не участвовал  | Не участвовал  | Не участвовал  | Не участвовал  | Не участвовал  | Не участвовал  | Не участвовал  | Не участвовал  | Не участвовал  |
| 2020/21                                                                                  | Сан-Антонио | 69               | 51               | 26,7             | 61,6             | -                | 50,8             | 7,9              | 1,9              | 0,7              | 1,8              | 8,6              | Не участвовал  | Не участвовал  | Не участвовал  | Не участвовал  | Не участвовал  | Не участвовал  | Не участвовал  | Не участвовал  | Не участвовал  | Не участвовал  | Не участвовал  |
| 2021/22                                                                                  | Сан-Антонио | 68               | 67               | 29,0             | 61,8             | 100,0            | 49,5             | 9,3              | 2,8              | 0,7              | 1,7              | 13,5             | Не участвовал  | Не участвовал  | Не участвовал  | Не участвовал  | Не участвовал  | Не участвовал  | Не участвовал  | Не участвовал  | Не участвовал  | Не участвовал  | Не участвовал  |
| 2022/23                                                                                  | Сан-Антонио | 46               | 46               | 26,1             | 61,6             | 0,0              | 60,5             | 9,0              | 3,1              | 0,8              | 1,1              | 12,1             | Не участвовал  | Не участвовал  | Не участвовал  | Не участвовал  | Не участвовал  | Не участвовал  | Не участвовал  | Не участвовал  | Не участвовал  | Не участвовал  | Не участвовал  |
| 2022/23                                                                                  | Торонто     | 26               | 25               | 27,2             | 65,2             | -                | 56,9             | 9,1              | 2,2              | 1,2              | 1,3              | 13,1             | Не участвовал  | Не участвовал  | Не участвовал  | Не участвовал  | Не участвовал  | Не участвовал  | Не участвовал  | Не участвовал  | Не участвовал  | Не участвовал  | Не участвовал  |
| 2023/24                                                                                  | Торонто     | 50               | 50               | 26,4             | 65,6             | -                | 55,1             | 8,6              | 2,5              | 0,7              | 1,5              | 11,1             | Не участвовал  | Не участвовал  | Не участвовал  | Не участвовал  | Не участвовал  | Не участвовал  | Не участвовал  | Не участвовал  | Не участвовал  | Не участвовал  | Не участвовал  |
| 2024/25                                                                                  | Торонто     | 57               | 56               | 29,6             | 62,7             | 33,3             | 67,4             | 9,6              | 2,8              | 1,2              | 1,2              | 14,5             | Не участвовал  | Не участвовал  | Не участвовал  | Не участвовал  | Не участвовал  | Не участвовал  | Не участвовал  | Не участвовал  | Не участвовал  | Не участвовал  | Не участвовал  |
|                                                                                          | Всего       | 595              | 341              | 22,4             | 63,1             | 42,9             | 55,5             | 7,0              | 1,8              | 0,6              | 1,3              | 8,9              | 22             | 7              | 15,6           | 57,7           | 0,0            | 66,7           | 4,6            | 0,8            | 0,3            | 0,5            | 5,0            |
| Наведите курсор мыши на аббревиатуры в заголовке таблицы, чтобы прочесть их расшифровку. |             |                  |                  |                  |                  |                  |                  |                  |                  |                  |                  |                  |                |                |                |                |                |                |                |                |                |                |                |

### Статистика в Джи-Лиге
| Сезон                                                                                    | Команда     | Регулярный сезон | Регулярный сезон | Регулярный сезон | Регулярный сезон | Регулярный сезон | Регулярный сезон | Регулярный сезон | Регулярный сезон | Регулярный сезон | Регулярный сезон | Регулярный сезон | Серия плей-офф | Серия плей-офф | Серия плей-офф | Серия плей-офф | Серия плей-офф | Серия плей-офф | Серия плей-офф | Серия плей-офф | Серия плей-офф | Серия плей-офф | Серия плей-офф |
| Сезон                                                                                    | Команда     | GP               | GS               | MPG              | FG%              | 3P%              | FT%              | RPG              | APG              | SPG              | BPG              | PPG              | GP             | GS             | MPG            | FG%            | 3P%            | FT%            | RPG            | APG            | SPG            | BPG            | PPG            |
| ---------------------------------------------------------------------------------------- | ----------- | ---------------- | ---------------- | ---------------- | ---------------- | ---------------- | ---------------- | ---------------- | ---------------- | ---------------- | ---------------- | ---------------- | -------------- | -------------- | -------------- | -------------- | -------------- | -------------- | -------------- | -------------- | -------------- | -------------- | -------------- |
| 2016/17                                                                                  | Рэпторс 905 | 2                | 2                | 33,5             | 56,0             | 0,0              | 40,0             | 13,0             | 1,0              | 1,0              | 3,0              | 16,0             | Не участвовал  | Не участвовал  | Не участвовал  | Не участвовал  | Не участвовал  | Не участвовал  | Не участвовал  | Не участвовал  | Не участвовал  | Не участвовал  | Не участвовал  |
|                                                                                          | Всего       | 2                | 2                | 33,5             | 56,0             | 0,0              | 40,0             | 13,0             | 1,0              | 1,0              | 3,0              | 16,0             | Не участвовал  | Не участвовал  | Не участвовал  | Не участвовал  | Не участвовал  | Не участвовал  | Не участвовал  | Не участвовал  | Не участвовал  | Не участвовал  | Не участвовал  |
| Наведите курсор мыши на аббревиатуры в заголовке таблицы, чтобы прочесть их расшифровку. |             |                  |                  |                  |                  |                  |                  |                  |                  |                  |                  |                  |                |                |                |                |                |                |                |                |                |                |                |

### Статистика в NCAA
| Сезон | Команда | Conf   | Class | GP | GS | MPG  | FG%  | 3P% | FT%  | RPG | APG | SPG | BPG | PPG  |
| --- | ------- | ------ | ----- | -- | -- | ---- | ---- | --- | ---- | --- | --- | --- | --- | ---- |
| 2014/15 | Юта     | Pac-12 | FR    | 34 | 34 | 23,3 | 68,1 | 0,0 | 44,4 | 6,8 | 0,7 | 0,4 | 1,9 | 9,1  |
| 2015/16 | Юта     | Pac-12 | SO    | 36 | 36 | 30,4 | 64,6 |     | 68,9 | 9,1 | 1,9 | 0,6 | 1,6 | 17,2 |
| Всего | Всего   | Всего  | Всего | 70 | 70 | 26,9 | 65,8 | 0,0 | 60,5 | 8,0 | 1,3 | 0,5 | 1,7 | 13,3 |
| Наведите курсор мыши на аббревиатуры в заголовке таблицы, чтобы прочесть их расшифровку Статистика приведена с сайта sports-reference.com |         |        |       |    |    |      |      |     |      |     |     |     |     |      |

### Статистика в других лигах
| Сезон | Команда            | Лига              | GP | GS | MPG  | FG%  | 3P%  | FT%  | RPG | APG | SPG | BPG | PFL | TOV | PPG  |
| --- | ------------------ | ----------------- | -- | -- | ---- | ---- | ---- | ---- | --- | --- | --- | --- | --- | --- | ---- |
| 2013/14 | Трайскирхен Лайонс | Чемпионат Австрии | 23 | 11 | 26,8 | 70,2 | 50,0 | 61,7 | 7,7 | 0,7 | 0,9 | 2,3 | 2,0 | 1,4 | 12,7 |
| Всего | Всего              | Всего             | 23 | 11 | 26,8 | 70,2 | 50,0 | 61,7 | 7,7 | 0,7 | 0,9 | 2,3 | 2,0 | 1,4 | 12,7 |
| Наведите курсор мыши на аббревиатуры в заголовке таблицы, чтобы прочесть их расшифровку Статистика приведена с сайта basketball.realgm.com |                    |                   |    |    |      |      |      |      |     |     |     |     |     |     |      |